# Al-Minja (muhafaza)

Lokalizacja muhafazy

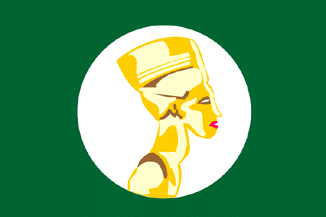
Flaga muhafazy

Al-Minja (arab. محافظة المنيا) − prowincja gubernatorska (muhafaza) w Egipcie, w centralnej części kraju, w Górnym Egipcie. Zajmuje powierzchnię 32 279 km². Stolicą administracyjną jest Al-Minja. Według spisu powszechnego w listopadzie 2006 roku populacja muhafazy liczyła 4 166 299 mieszkańców, natomiast według szacunków 1 stycznia 2015 roku zamieszkiwały ją 5 156 702 osoby.
Flaga prowincji jest zielona z emblematem prowincji w białym okręgu pośrodku. Emblematem prowincji jest popiersie królowej Nefertiti, żony Echnatona, faraona z XVIII dynastii. Popiersie królowej zostało odnalezione w 1912 roku w Tell el-Amarna, na terenie gubernatorstwa.

## Miejscowości i wsie w prowincji
- Aba al-Wakf – wieś w dystrykcie Maghagha
- Abbad Szaruna – wieś w dystrykcie Maghagha
- Abjuha – wieś w dystrykcie Abu Kurkas
- Abu Biszt – miejscowość w dystrykcie Maghagha
- Abu Kalta – miejscowość
- Abu Kurkas al-Balad – miejscowość
- Abu Sidhum – miejscowość w dystrykcie Samalut
- Abu as-Safa – miejscowość w dystrykcie Abu Kurkas
- Bani Wallams – miejscowość w dystrykcie Maghagha